# Font dels Capellans (Espui)
La Font dels Capellans és una font del terme municipal de la Torre de Cabdella, del Pallars Jussà, en el seu terme primigeni, dins del territori del poble d'Espui.
Està situada a 1.807 m d'altitud, al centre de la vall del riu de Filià, una mica a llevant d'on estaven construint fins poc abans del 2008 una estació d'esquí. Queda també a llevant de la Cabana de Filià, a la dreta del riu i al capdavall del vessant nord del Serrat d'Escobets. És als Prats de Damont, al costat sud mateix de la pista que, en aquell lloc, fa un revolt i passa el riu pel Pont de Filià.